# Фотодеградація
Фотодеградація (англ. photodegradation, рос. фотодеградация) — фотохімічні перетворення молекул у молекулярні фрагменти з меншою молекулярною масою, що відбуваються в процесах окиснення чи відновлення. Такі процеси широко використовуються для ліквідації занечищень довкілля. 